# Olena Antonova
Olena Anatoljevna Antonova (ukrainska: Олена Анатольевна Антонова) 16 juni 1972, Nikopol, Ukrainska SSR, Sovjetunionen är en ukrainsk diskuskastare.
Antonova deltog vid VM i friidrott 1999 i Sevilla där hon slutade sjua. En bättre placering nådde hon vid VM 2003 då hon blev fyra. Hon deltog även vid Olympiska sommarspelen 2004 i Aten då hennes 65,75 räckte till en femte plats. Vid VM 2005 slutade hon på åttonde plats.
Antonova främsta merit är bronsmedaljen vid Olympiska sommarspelen i Peking när hon kastade 62,59.
Antonova har ett personligt rekord 67,30 från juni 2004 noterat i Kiev och hon har dessutom vunnit det ukrainska mästerskapet i diskus 2002-2005.